# Илия Темков
Илия Темков е български диригент, музиколог, композитор, публицист и обществен деец.

## Биография
Роден е на 28 февруари 1923 година в град София. През 1949 година завършва Музикалната академия в София. От 1944 до 1948 година е музикален ръководител на Детско-юношеския отдел и щатен композитор към Радио София, днес Българско национално радио. От 1945 до 1951 година е музиколог към Софийската филхармония, като организира първите музикални лектории у нас, които по-късно в годините провежда в цяла България. През 1950 г. Саша Попов възлага на Илия Темков сформирането и ръководството на Софийски филхармоничен хор, а от 1951 до 1956 г. е втори диригент на Пловдивската филхармония.
От 1956 до 1959 година специализира при Хайнц Бонгарц в Дрезден. Допълнително изучава история на немската музика в Хумболтовия университет на Берлин. В Германия изнася концерти в Берлин, Ваймар, Дрезден, Лайпциг и Хале. Сред оркестрите, с които свири, са Дрезденската Щатскапеле и Лайпцигският Гевандхаус. От 1957 до 1960 година е диригент на оркестъра на Радио Берлин и осъществява с него над 100 записа с българска и немска класическа и съвременна музика.
През 1960 година се завръща в България. Става главен диригент на Държавния симфоничен оркестър на Русе. За кратко е бил директор и на Русенската държавна опера. През 1972 година е назначен за художествен ръководител на Ансамбъла за песни и танци на Българската народна армия. Бил е главен диригент на Шуменската филхармония. С неговата музикантска дейност са свързани много провициални оркестри, но особено място заема Разградската филхармония, на която често е гостувал. От 1980 до 1983 година е главен редактор на първия у нас вестник за музикално изкуство – „Музикален живот“. Бил е главен редактор и на списание „Музикални хоризонти“.
Като диригент е гастролирал в Румъния, Унгария, СССР, Полша, ГДР, Югославия, Чехословакия, Австрия.
Темков е основател на фестивала „Мартенски музикални дни“ (1961) и на конкурса „Млади български изпълнители“ (1967). Негова е и идеята за създаването на първия фестивал „Зимни музикални вечери“ в Русе.
Автор е на детски и хорови песни, както и на музика към радиопиеси.
За своята културна дейност е удостоен с орден „Кирил и Методий“ – I, II и III степен, и орден „Народна Република България“ – II степен, присъдено му е званието „Заслужил артист“. За особен принос към немската музикална култура е награден с държавно отличие на ГДР.
Удостоен е със званието „Почетен гражданин“ на гр. Русе.